# Ріпківський заказник
Ріпківський заказник — гідрологічний заказник місцевого значення. Об'єкт розташований на території Лисянського району Черкаської області, село Ріпки.
Площа — 3,9 га, статус отриманий у 1979 році.